# Listă de scriitori romani
Aceasta este o listă de scriitori romani.

## A
- Apuleius
- Augustin

## C
- Cassiodorus
- Cato cel Bătrân
- Marcus Tullius Cicero
- Ciprian de Cartagina

## L
- Titus Livius

## P
- Petroniu
- Plaut
- Pliniu cel Bătrân
- Pliniu cel Tânăr

## S
- Seneca
- Suetoniu

## T
- Terențiu
- Tertulian